# Paederus
Paederus – rodzaj chrząszcza z rodziny kusakowatych. Są to drobne, zwinne owady, odznaczające się jaskrawym ubarwieniem. Ich środowiskiem życia jest pogranicze lądu i wody, gdzie pod kamieniami i roślinami polują na drobne stawonogi. Spotykane są w Australii, Azji, Europie, Ameryce Południowej.
Rodzaj Paederus sensu lato zawiera ponad 600 gatunków, z czego część jest trujących.
Hemolimfa tych owadów zawiera trujący alkaloid pederynę, powodującą bolesne, trudno gojące się kontaktowe zapalenie skóry po wcześniejszym nieostrożnym rozgnieceniu na niej owada. Gdy resztki owada dostaną się w okolicę oka, mogą spowodować uszkodzenie narządu wzroku.

## Systematyka
W 1988 roku jako poprawne wymieniano następujące gatunki:

- Paederus abdominalis Cameron, 1950
- Paederus abnormalis Bernhauer, 1943
- Paederus adelaidae Blackburn, 1888
- Paederus adumbratus Wickham, 1913
- Paederus aequabilis Last, 1979
- Paederus aereus Fagel, 1968
- Paederus agnatus Eppelsheim, 1889
- Paederus albipilis (Solsky, 1871)
- Paederus albopubescens (Bernhauer, 1927)
- Paederus alfierii Koch, 1934
- Paederus algiricus (Motschulsky, 1858)
- Paederus aliiceps Cameron, 1914
- Paederus alinderi Wendeler, 1933
- Paederus allardianus Fagel, 1964
- Paederus almorensis Cameron, 1931
- Paederus alternans Walker, 1858
- Paederus alticola Sharp, 1886
- Paederus altivagans Fauvel, 1908
- Paederus alutaceus Fagel, 1958
- Paederus alutipennis Cameron, 1936
- Paederus alutithorax (Bernhauer, 1943)
- Paederus amazonicus Sharp, 1876
- Paederus amicus Bernhauer, 1915
- Paederus amplicollis Kraatz, 1859
- Paederus andinus Wendeler, 1931
- Paederus andrewesi (Fauvel, 1904)
- Paederus angolanus Fagel, 1962
- Paederus anguinus Bernhauer, 1908
- Paederus angulicollis MacLeay, 1871
- Paederus angusticeps Bernhauer, 1915
- Paederus angustipennis Bernhauer, 1936
- Paederus annexus Eppelsheim, 1895
- Paederus anthracinus Bernhauer, 1927
- Paederus antiquus Sharp, 1886
- Paederus antoniensis Sharp, 1886
- Paederus apieromelas Lea, 1923
- Paederus apterus (Fauvel, 1898)
- Paederus aquaticus Bernhauer, 1915
- Paederus aquatilis Cameron, 1944
- Paederus arabicus (Bernhauer, 1936)
- Paederus arduud Sharp, 1886
- Paederus argentatus Cameron, 1914
- Paederus argentinus Bernhauer, 1911
- Paederus armstrongi Steel, 1955
- Paederus arrowi (Bernhauer, 1927)
- Paederus arrowianus Bernhauer, 1931
- Paederus atricolor (Fagel, 1954)
- Paederus atriventris Cameron, 1930
- Paederus atrocyaneus Champion, 1927
- Paederus atropygus Fagel, 1961
- Paederus aureipennis Bernhauer, 1942
- Paederus australis Guerin, 1830
- Paederus baeri Bernhauer, 1921
- Paederus bakeri Cameron, 1942
- Paederus bakerianus Bernhauer, 1927
- Paederus balachowskyi Jarrige, 1971
- Paederus balcanicus Koch, 1938
- Paederus balfourbrownei Fagel, 1958
- Paederus banghaasi Bernhauer, 1927
- Paederus basalis Bernhauer, 1914
- Paederus basilewskyi (Fagel, 1954)
- Paederus basipes Fauvel, 1907
- Paederus basiventris Bernhauer, 1933
- Paederus baudi Fairmaire, 1859
- Paederus bayeri Bernhauer, 1927
- Paederus beccari Wendeler, 1926
- Paederus benicki Wendeler, 1933
- Paederus bernhaueri (Fagel, 1954)
- Paederus bernhauerianus Scheerpeltz, 1935
- Paederus besucheti Biswas et Sen Gupta, 1982
- Paederus bhutanicus Coiffait, 1978
- Paederus bicoloriceps Fagel, 1958
- Paederus bicoloripes Cameron, 1937
- Paederus birmaus Fauvel, 1895
- Paederus bluckwensis Fagel, 1958
- Paederus bohemani Fagel, 1958
- Paederus bolivianus Bernhauer, 1905
- Paederus bonariensis Lynch, 1884
- Paederus bonus Last, 1980
- Paederus borneensis Scheerpeltz, 1935
- Paederus brachycephalus (Bernhauer, 1934)
- Paederus brachypterus Scheerpeltz, 1957
- Paederus brandti Last, 1985
- Paederus brasiliensis Erichson, 1840
- Paederus braunsi Bernhauer, 1915
- Paederus brevicollis Fagel, 1958
- Paederus brevipennis Lacordaire, 1835
- Paederus bruchi Bernhauer, 1911
- Paederus brunnescens (Fagel, 1954)
- Paederus brunneus (Bernhauer, 1927)
- Paederus buehleri Scheerpeltz, 1957
- Paederus buluensis Last, 1979
- Paederus burgeoni (Bernhauer, 1927)
- Paederus busalminensis Last, 1984
- Paederus caffer Boheman, 1848
- Paederus caheni Fagel, 1965
- Paederus caligatus Erichson, 1840
- Paederus cameroni Last, 1979
- Paederus canonicus (Casey, 1905)
- Paederus capensis Erichson, 1840
- Paederus capillaris Fauvel, 1895
- Paederus capitalis Bernhauer, 1927
- Paederus caprai Fagel, 1958
- Paederus captus Wendeler, 1931
- Paederus carniventris (Cameron, 1948)
- Paederus carolinae (Casey, 1905)
- Paederus carpathicus Wendeler, 1926
- Paederus cartaginis Bernhauer, 1920
- Paederus celisianus Fagel, 1973
- Paederus centralis Last, 1985
- Paederus ceylonicus Bernhauer, 1902
- Paederus chalybeus (Erichson, 1840)
- Paederus cheesmani Cameron, 1937
- Paederus chimbueansis Last, 1979
- Paederus chinensis Bernhauer, 1934
- Paederus chopardi Fagel, 1958
- Paederus coarctus Erichson, 1840
- Paederus coelestinus (Bernhauer, 1936)
- Paederus coerulescens (Erichson, 1840)
- Paederus colasi Fagel, 1958
- Paederus collaris (Boheman, 1848)
- Paederus colonus (Wendeler, 1931)
- Paederus columbianus Laporte, 1835
- Paederus combustus Fauvel, 1879
- Paederus comorensis Bernhauer, 1917
- Paederus compotens LeConte, 1863
- Paederus condei Wendeler, 1933
- Paederus confusus Fagel, 1958
- Paederus congoensis Bernhauer, 1915
- Paederus conicipennis Wendeler, 1931
- Paederus conicollis Motschulsky, 1960
- Paederus conspicuus Erichson, 1840
- Paederus cooperi Scheerpeltz, 1933
- Paederus copiosus Last, 1979
- Paederus cordovensis Sharp, 1886
- Paederus coriaceus Fauvel, 1869
- Paederus costaricensis Sharp, 1886
- Paederus coxalis Fauvel, 1895
- Paederus crassicolis Wendeler, 1931
- Paederus crassus (Boheman, 1948)
- Paederus cribricollis (Bernahuer, 1915)
- Paederus cribripennis Fagel, 1959
- Paederus crinitus Fagel, 1958
- Paederus cruenticollis Germar, 1848
- Paederus cumanus Frank, 1988
- Paederus currax Sharp, 1886
- Paederus curticeps Bernhauer, 1910
- Paederus curticollis Bernhauer, 1905
- Paederus cyanellus Fauvel, 1879
- Paederus cyanescens Jerrige, 1978
- Paederus cyaneus Cameron, 1937
- Paederus cyanipennis (Guerin, 1830)
- Paederus cyanocephalus Erichson, 1840
- Paederus cyanopterus Cameron, 1942
- Paederus dammermani Cameron, 1925
- Paederus darfurensis Bernhauer, 1937
- Paederus debilior Eppelsheim, 1892
- Paederus delagoanus (Bernhauer, 1927)
- Paederus delkeskampi Fagel, 1958
- Paederus densipennis Bernhauer, 1916
- Paederus desiventris Bernhauer, 1927
- Paederus descarpetriesi Jerrige, 1978
- Paederus diamesus Kirschenblatt, 1932
- Paederus dilutipes (Fauvel, 1905)
- Paederus dilutus Jerrige, 1978
- Paederus distinctus Cameron, 1931
- Paederus diversiceps Cameron, 1931
- Paederus dollmani Bernhauer, 1927
- Paederus dolsus Jerrige, 1970
- Paederus doriae Fauvel, 1879
- Paederus drakensbergensis Fagel, 1965
- Paederus drescheri Cameron, 1936
- Paederus duplex Eppelsheim, 1895
- Paederus ecuadoriensis Bernhauer, 1934
- Paederus edwardsi Bernhauer, 1927
- Paederus eidmanni Fagel, 1958
- Paederus elegans Wendeler, 1931
- Paederus elegantulus Wendeler, 1931
- Paederus elongatus Wendeler, 1931
- Paederus erilli Bernhauer, 1915
- Paederus erythraeanus Fagel, 1958
- Paederus erythroderus Erichson, 1840
- Paederus excellens Bernhauer, 1932
- Paederus eximius Reiche, 1847
- Paederus extraneus Wiedemann, 1823
- Paederus fageli Jerrige, 1978
- Paederus fallaciosus (Fagel, 1958)
- Paederus fallax (Fagel, 1958)
- Paederus falsus Fagel, 1961
- Paederus fastosus Klug, 1834
- Paederus feae Fauvel, 1895
- Paederus femoralis LeConte, 1858
- Paederus femoralus Cameron, 1931
- Paederus ferreiari Scheerpeltz, 1978
- Paederus ferus Erichson, 1940
- Paederus fijiensis Cameron, 1943
- Paederus filicornis Sharp, 1886
- Paederus filipes (Fagel, 1956)
- Paederus flaviceps Bernhauer, 1927
- Paederus flavitarsis Cameron, 1949
- Paederus flavocaudatus Bernhauer, 1909
- Paederus flavoides (Fagel, 1954)
- Paederus flavoterminatus (Cameron, 1949)
- Paederus flavus (Fagel, 1954)
- Paederus floridanus Austin, 1876
- Paederus folficularis (Fauvel, 1905)
- Paederus formosanus (Adachi, 1939)
- Paederus freudei Fagel, 1958
- Paederus freyi Fagel, 1958
- Paederus fruhstorferi Wendeler, 1931
- Paederus fulgidipennis Fagel, 1958
- Paederus fulvicornis Erichson, 1840
- Paederus funebris Fagel, 1958
- Paederus furcifer (Fagel, 1954)
- Paederus furciferoides (Fagel, 1956)
- Paederus fuscipes Curtis, 1826
- Paederus fuscus Last, 1979
- Paederus gabonicus Fagel, 1958
- Paederus garambanus Fagel, 1959
- Paederus gebieni Wendeler, 1931
- Paederus gedyei Cameron, 1950
- Paederus germairei Wendeler, 1931
- Paederus germanus Cameron, 1931
- Paederus gestroi Fauvel, 1878
- Paederus gigas Bernhauer, 1905
- Paederus globulicollis Bernhauer, 1907
- Paederus gollschei Kolbe, 1886
- Paederus gowdeyi Bernhauer, 1927
- Paederus gracilior Fagel, 1958
- Paederus gracilis Last, 1952
- Paederus grandicollis Bernhauer, 1927
- Paederus grandis Austin, 1876
- Paederus gratiosus Fauvel, 1904
- Paederus graueri Fagel, 1958
- Paederus greeni Cameron, 1931
- Paederus gressitti Last, 1985
- Paederus gidellii Fagel, 1958
- Paederus handschini Scheerpeltz, 1935
- Paederus hebridensis Cameron, 1934
- Paederus heynei Wendeler, 1926
- Paederus hymalaicus Bernhauer, 1914
- Paederus hingstoni Cameron, 1928
- Paederus hintzi Bernhauer, 1915
- Paederus hornabrooki Last, 1979
- Paederus horni Bernhauer, 1902
- Paederus huoensis Last, 1979
- Paederus ignotus Wendeler, 1931
- Paederus iheringi Bernhauer, 1911
- Paederus ikelaensis Fagel, 1961
- Paederus iliensis Coiffait, 1970
- Paederus illiesi Puthz, 1969
- Paederus ileae Bernhauer, 1931
- Paederus imitator Wendeler, 1931
- Paederus impressipennis Fauvel, 1898
- Paederus incertus Fagel, 1958
- Paederus inconspicuus (Cameron, 1944)
- Paederus inxpectatus Fagel, 1958
- Paederus insidiosus Fagel, 1973
- Paederus insularis Cameron, 1938
- Paederus intermedius Boheman, 1958
- Paederus intolerans Fagel, 1964
- Paederus iowensis (Casey, 1905)
- Paederus irianensis Frank, 1988
- Paederus ismayi Last, 1985
- Paederus itombwensis Fagel, 1961
- Paederus jabobsoni Bernhauer, 1915
- Paederus jaegeri Paulian, 1947
- Paederus jamicensis Blackwelder, 1943
- Paederus jansei Fagel, 1959
- Paederus janssensi Fagel, 1958
- Paederus japonicus Bernhauer, 1915
- Paederus jarrigeanus Fagel, 1958
- Paederus javanus Laporte, 1835
- Paederus jessoensis Bernhauer, 1935
- Paederus junodi Bernhauer, 1912
- Paederus kabarensis Fagel, 1958
- Paederus kaboboensis Fagel, 1960
- Paederus kahuziensis (Fagel, 1954)
- Paederus kaidiensis Last, 1979
- Paederus kaiseri Bernhauer, 1934
- Paederus kakodanus Cameron, 1937
- Paederus kambaitensis Scheerpeltz, 1965
- Paederus kamonoensis Last, 1979
- Paederus kaszabi Fagel, 1958
- Paederus katubuenis Last, 1979
- Paederus kilimandjarensis Fagel, 1958
- Paederus kivanus Fagel, 1956
- Paederus kiymbiensis Fagel, 1960
- Paederus klapperichi Bernhauer, 1941
- Paederus kochi Fagel, 1958
- Paederus koebelei Balckburn, 1899
- Paederus koreanus Scheerpeltz, 1957
- Paederus kosempoensis Adachi, 1939
- Paederus kozuensis Cameron, 1930
- Paederus kraepelini Fauvel, 1905
- Paederus kuborensis Last, 1985
- Paederus kuluensis Bernhauer, 1914
- Paederus kundelungensis Fagel, 1958
- Paederus kuntzeni Wendeler, 1929
- Paederus kurosawi Watanabe, 1986
- Paederus lacordairei Perroud, 1864
- Paederus laensis Last, 1979
- Paederus lactipes Sharp, 1886
- Paederus lactus Erichson, 1840
- Paederus lamottei Fagel, 1963
- Paederus lasti Fagel, 1958
- Paederus laticeps Fagel, 1958
- Paederus lativenris Wendeler, 1926
- Paederus latro Smetana, 1962
- Paederus ledouxi Coiffait, 1978
- Paederus lelupi (Fagel, 1954)
- Paederus lelupianus Fagel, 1973
- Paederus lenkoranus Scheerpeltz, 1957
- Paederus lewisi (Cameron, 1930)
- Paederus licenti Bernhauer, 1938
- Paederus limophilus Heer, 1939
- Paederus lineativentris Bernhauer, 1927
- Paederus lingualis Sharp, 1876
- Paederus listeri Gahan, 1900
- Paederus littoralis Gravenhorst 1802 (żarlinek pobrzeżnik)
- Paederus littorarius Gravenhorst 1806
- Paederus littoreus Austin, 1876
- Paederus lividus Bernhauer, 1927
- Paederus loehli Biwas et Sen Gupta, 1982
- Paederus lombockianus Cameron, 1925
- Paederus longiceps Bernhauer, 1901
- Paederus lootensi Fagel, 1961
- Paederus luberensis Fagel, 1954
- Paederus lubukensis (Fagel, 1954)
- Paederus luctuosus (Klug, 1855)
- Paederus luffianus Fagel, 1967
- Paederus luluensis Bernhauer, 1937
- Paederus luridiventris Sharp, 1886
- Paederus lusitanicus Aube, 1842
- Paederus maai Last, 1985
- Paederus macellus Fauvel, 1907
- Paederus machadoanus Fagel, 1973
- Paederus machadoi Scheerpeltz, 1965
- Paedrus machadoi Fagel, 1962
- Paederus madagascariensis Erichson, 1840
- Paederus madudanus Fagel, 1958
- Paederus mafuluensis Last, 1979
- Paederus magniceps Bernhauer, 1905
- Paederus magnificus Bernhauer, 1912
- Paederus magnus Fagel, 1958
- Paederus malaisei Fagel, 1958
- Paederus mandibularis Erichson, 1840
- Paederus mangolae Bernhauer, 1937
- Paederus manyemensis Frank, 1988
- Paederus marcuzzi Scheerpeltz, 1965
- Paederus margelanicus Bernhauer, 1903
- Paederus mariepskopensis Fagel, 1965
- Paederus marshalli Bernhauer, 1937
- Paederus martensi Coiffait, 1982
- Paederus mateui Fagel, 1958
- Paederus maynei Bernhauer, 1927
- Paederus meersmanae Fagel, 1961
- Paederus melampus Erichson, 1840
- Paederus melanogaster Fauvel, 1907
- Paederus melanopus Wendeler, 1942
- Paederus melanurus Aragona, 1830
- Paederus memnonius (Erichson, 1840)
- Paederus mendax (Fagel, 1954)
- Paederus meridionalis (Fauvel, 1873)
- Paederus mesopotamicus Eppelsheim, 1889
- Paederus metallicus (Fauvel, 1905)
- Paederus methneri Bernhauer, 1912
- Paederus mexicanus Erichson, 1840
- Paederus meyricki Blackburn, 1891
- Paederus michaelensis Last, 1979
- Paederus micropterus Lea, 1931
- Paederus mikensis (Fagel, 1954)
- Paederus mimicus Last, 1979
- Paederus minimus Bernhauer, 1915
- Paederus minor (Bernhauer, 1942)
- Paederus minutissimus (Bernhauer, 1947)
- Paederus minutulus Fagel, 1960
- Paederus minutus Fagel, 1965
- Paederus mirandus Fagel, 1958
- Paederus monstratus Wendeler, 1930
- Paederus montanellus (Bernhauer, 1934)
- Paederus montanus Wendeler, 1931
- Paederus monticola Cameron, 1949
- Paederus montislomaensis Fagel, 1967
- Paederus montivagans Cameron, 1950
- Paederus morio Mannerheim, 1831
- Paederus morosus Cameron, 1952
- Paederus mulengensis Fagel, 1960
- Paederus mussardi Biwas et Sen Gupta, 1982
- Paederus mutans Sharp, 1876
- Paederus mwengensis Fagel, 1956
- Paederus nakoi Last, 1966
- Paederus nakurensis Fauvel, 1907
- Paederus natalensis Fagel, 1960
- Paederus neotropicus Bernhauer et Schubert, 1912
- Paederus nepalensis Bernhauer, 1911
- Paederus nepalicus Coiffait, 1976
- Paederus newtoni (Last, 1950)
- Paederus ngoviensis Fagel, 1958
- Paederus niger (Bernhauer, 1931)
- Paederus nigerrimus Bernhauer, 1915
- Paederus nigricans Fagel, 1961
- Paederus nigricornis Bernhauer, 1911
- Paederus nigripennis Cmeron, 1924
- Paederus nigripes Bernhauer, 1932
- Paederus nigriventris Wendeler, 1926
- Paederus nigrolineatus Bernhauer, 1915
- Paederus nitidus (Fagel, 1954)
- Paederus nyakagerensis Fagel, 1958
- Paederus nyalengwensis Fagel, 1961
- Paederus nyakubiensis Fagel, 1958
- Paederus obliteratus LeConte, 1878
- Paederus obscuricollis (Bernhauer, 1927)
- Paederus obscuripennis (Fagel, 1954)
- Paederus obscuripes Bernhauer, 1927
- Paederus ohausi Wendeler, 1928
- Paederus okapaensis Last, 1979
- Paederus opacicollis Bernhauer, 1915
- Paederus opacus (Bernhauer, 1908)
- Paederus ornaticollis Sharp, 1891
- Paederus ovaliceps Bernhauer, 1905
- Paederus overlaeti Fagel, 1958
- Paederus paeninsula Last, 1985
- Paederus pallidulus Scheerpeltz, 1933
- Paederus pallidus Sharp, 1886
- Paederus palustris Austin, 1876
- Paederus papuanus Cameron, 1937
- Paederus paraguyanus Wendeler, 1942
- Paederus parallelus Weise, 1977
- Paederus parcepunctatus (Bernhauer, 1931)
- Paederus pauliani Jarrige, 1970
- Paederus pauloensis Bernhauer, 1908
- Paederus pedestris Gerstaecker, 1866
- Paederus pelikani Reitter, 1884
- Paederus pendleburyi Cameron, 1950
- Paederus pentagonalis Wendeler, 1931
- Paederus peregrinus Erichson, 1840
- Paederus perlongus Last, 1979
- Paederus permixtus Fagel, 1959
- Paederus perrieri (Fauvel, 1898)
- Paederus peruanus Wendeler, 1931
- Paederus philippinus Bernhauer, 1912
- Paederus piceus Fauvel, 1907
- Paederus pilifer Motschulsky, 1860
- Paederus plagiator Kolbe, 1883
- Paederus politus Fauvel, 1877
- Paederus poweri Sharp, 1874
- Paederus praccellens Bernhauer, 1915
- Paederus praeses Fagel, 1958
- Paederus praengeranus Bernhauer, 1920
- Paederus pretiosus Bernhauer, 1915
- Paederus problematis Last, 1979
- Paederus pseudobaudii Aleksandrov, 1934
- Paederus pseustes Fagel, 1954
- Paederus puberulus Motschulsky, 1860
- Paederus pubescens Cameron, 1914
- Paederus pulchellus Bernhauer, 1927
- Paederus pumilis Wendeler, 1928
- Paederus punctatus Last, 1985
- Paederus puncticollis Bernhauer, 1912
- Paederus punctiger Sharp, 1876
- Paederus punctipennis (Fagel, 1954)
- Paederus punctiventris Bernhauer, 1908
- Paederus punctiventris Scheerpeltz, 1957
- Paederus punjabensis Cameron, 1945
- Paederus purpuripennis Bernhauer, 1915
- Paederus raffrayi Fagel, 1958
- Paederus reductus Fagel, 1965
- Paederus republicanus Bernhauer, 1912
- Paederus reticulatus Last, 1979
- Paederus reticuliventris Fagel, 1958
- Paederus rhodesianus (Bernhauer, 1927)
- Paederus riftensis Fauvel, 1907
- Paederus riparius Linnaeus, 1758 (żarlinek gromadny)
- Paederus roepkei Bernhauer, 1915
- Paederus ruandanus Fagel, 1956
- Paederus rubidus Cameron, 1947
- Paederus rubrothoracicus (Goeze, 1777)
- Paederus rudebecki Fagel, 1961
- Paederus ruficollis Fabricius, 1776
- Paederus rufipes Fauvel, 1898
- Paederus rufitarsis Solsky, 1866
- Paederus rufiventris Bernhauer, 1915
- Paederus rufocyaneus Bernhauer, 1912
- Paederus rufofasciatus (Bernhauer, 1915)
- Paederus rufotestaceus Cameron, 1942
- Paederus rugegensis Fagel, 1954
- Paederus ruhembeanus Bernhauer, 1927
- Paederus rutilicornis Erichson, 1840
- Paederus ruwenzoricus Fagel, 1956
- Paederus sabaeus Erichson, 1840
- Paederus sachtlebeni Fagel, 1958
- Paederus saegeri Fagel, 1959
- Paederus saengeri Coiffait, 1979
- Paederus saginatus (Casey, 1905)
- Paederus salvini Sharp, 1876
- Paederus samarensis Bernhauer, 1927
- Paederus samoensis Fauvel, 1877
- Paederus samuelsoni Last, 1985
- Paederus santoensis Cameron, 1942
- Paederus scabripennis (Fauvel, 1907)
- Paederus scheerpeltzi Fagel, 1958
- Paederus schoenherri Czwalina, 1889
- Paederus schouledeni Bernhauer, 1915
- Paederus schultheissi Fauvel, 1895
- Paederus schusteri Bernhauer, 1908
- Paederus scottianus Fagel, 1958
- Paederus secretus Bernhauer, 1939
- Paederus sedlaceki Last, 1985
- Paederus semaranganus Bernhauer, 1915
- Paederus semiviridis Bernhauer, 1927
- Paederus senegalensis Laporte, 1835
- Paederus sericcicolis Scheerpeltz, 1935
- Paederus setifer Cameron, 1914
- Paederus setosus Scheerpeltz, 1935
- Paederus seydeli Fagel, 1959
- Paederus sharpi Cameron, 1914
- Paederus signaticollis Sharp, 1889
- Paederus signiventris (Smetana, 1962)
- Paederus sijthoffi Bernhauer, 1915
- Paederus simillimus Bernhauer, 1927
- Paederus simsoni Blackburn, 1894
- Paederus sjoestedti Bernhauer, 1920
- Paederus socius Bernhauer, 1916
- Paederus solidus Sharp, 1876
- Paederus sondaicus Fauvel, 1895
- Paederus sparsicollis Fagel, 1958
- Paederus sparsus Fauvel, 1878
- Paederus speculifrons Scheerpeltz, 1935
- Paederus stenopterus Lea, 1923
- Paederus straeleni (Fagel, 1954)
- Paederus straelenianus Fagel, 1958
- Paederus stricticornis Fagel, 1954
- Paederus studti Wendeler, 1931
- Paederus subcoriaceus Cameron, 1942
- Paederus subnitidicollis (Bernhauer, 1934)
- Paederus subnitidus Bernhauer, 1905
- Paederus subopacus Bernhauer, 1915
- Paederus sudanensis Bernhauer, 1927
- Paederus sulawesi Frank, 1988
- Paederus sumbaensis Scheerpeltz, 1957
- Paederus superbus Bernhauer, 1912
- Paederus sutteri Scheerpeltz, 1957
- Paederus szechuanus Chapin, 1927
- Paederus tambulensis Last, 1985
- Paederus tamulus Erichson, 1840
- Paederus tandalensis Bernhauer, 1927
- Paederus taprobanus Cameron, 1931
- Paederus tempestivus Erichson, 1840
- Paederus tenuis Fagel, 1958
- Paederus termitophilus (Wasmann, 1911)
- Paederus testaceitarsis Sharp, 1886
- Paederus testaceopiceus Bernhauer, 1915
- Paederus testaceus (Bernhauer, 1934)
- Paederus tibestiensis Fagel, 1958
- Paederus tibetanus Cameron, 1928
- Paederus tongyai Bernhauer, 1939
- Paederus toxopei Wendeler, 1926
- Paederus transvaalensis Fagel, 1965
- Paederus tricolor Erichson, 1840
- Paederus tricoloricornis Fagel, 1958
- Paederus tridens Sharp, 1876
- Paederus trimerus Fauvel, 1904
- Paederus tristis Bernhauer, 1915
- Paederus tropicus Bernhauer, 1912
- Paederus tsaratananus Jarrige, 1970
- Paederus tshibidensis (Fagel, 1954)
- Paederus tumbaensis Fagel, 1958
- Paederus tumidicollis Gerstaecker, 1867
- Paederus turneris Cameron, 1950
- Paederus turrialbanus Wendeler, 1927
- Paederus tweedensis Blackburn, 1899
- Paederus ugandensis Fagel, 1958
- Paederus uganensis Fagel, 1958
- Paederus ulindiensis Fagel, 1958
- Paederus uluguruensis Fagel, 1960
- Paederus umbrosus (Fagel, 1954)
- Paederus unicolor Cameron, 1942
- Paederus upembaensis Fagel, 1958
- Paederus uruguayensis Bernhauer, 1912
- Paederus usagarae Bernhauer, 1908
- Paederus usambarae (Fauvel, 1904)
- Paederus usabaricus Schubert, 1906
- Paederus ussuriensis Kirschenblatt, 1932
- Paederus ustus LeConte, 1858
- Paederus variceps Kraatz, 1859
- Paederus variicornis Fauvel, 1903
- Paederus vastus Scheerpeltz, 1976
- Paederus velox Sharp, 1886
- Paederus versicolor Fagel, 1956
- Paederus vianai Bernhauer, 1939
- Paederus villiersi Cameron, 1949
- Paederus violaceipennis Fagel, 1958
- Paederus viridipennis Bernhauer, 1915
- Paederus vulcanicola (Fagel, 1954)
- Paederus vulcanus Wendeler, 1926
- Paederus vulneratus Bernhauer, 1927
- Paederus wadai Scheerpeltz, 1957
- Paederus wauensis Last, 1979
- Paederus weisei Schubert, 1906
- Paederus wendeler Fagel, 1958
- Paederus wenzeli Fagel, 1958
- Paederus wilsoni Lea, 1923
- Paederus xanthocerus Eppelsheim, 1895
- Paederus yanensis (Fagel, 1956)
- Paederus yaoundensis Fagel, 1958
- Paederus yuangasanus Wendeler, 1931
- Paederus yucateca Sharp, 1886
- Paederus zairensis Frank, 1988
- Paederus zayasi Sanderson, 1967
- Paederus zulu Fagel, 1965